# Bernard Haitink
Bernard Johann Herman Haitink (Amszterdam, 1929. március 4. – London, 2021. október 21.) holland karmester.

## Élete
Amszterdamban született 1929-ben. Apja, Willem Haitink köztisztviselő volt, később a holland villamosenergia-tanács igazgatója lett. Anyja, Anna Clara Verschaffelt az Alliance Française-nél dolgozott, nagyanyja révén félig zsidó volt. „A szüleim egy tipikus amszterdami polgári körhöz tartoztak, akik minden csütörtök este elmentek a Concertgebouw-ba. És végül engem is elvittek egy koncertre: Willem Mengelberg vezényelte Csajkovszkij Patetikus szimfóniáját. … Attól kezdve állandóan koncertekre jártam.”
Iskolás éveit a náci megszállás alatt élte le. Erről az időszakról így nyilatkozott: „…akkor lusta disznó voltam. Amikor az iskolai éveimre gondolok, szégyellem magam.” Zenét – kilencéves korától – az amszterdami konzervatóriumban tanult, Felix Hupkánál hegedűt és vezénylést. „Ez az ember – mondta – óriási hatással volt rám. Nem annyira az volt a kérdés, hogyan kell legyőzni a dolgokat. Minden a zenéről szólt”. 25 éves korában felvételt nyert a Radio Hilversum karmesteri tanfolyamára, de közbejött problémák miatt egy évig különböző zenekarokban hegedült. Nem tartotta magát tehetséges hegedűsnek, de hálás volt ezért az egy évért. Ha nem lett volna karmester, akkor egy kis vidéki zenekar másodhegedűseinek hátsó sorában kötött volna ki – nyilatkozta. A rádiónál a német Ferdinand Leitner volt a karmester-tanára. 
Közönség előtt először – másodkarmesterként – 1954. július 19-én lépett fel a Holland Rádió Filharmonikus Zenekarával, majd 1957-ben vezető karmesterré léptették elő. A gyengélkedő Carlo Maria Giulini pótlása miatt többször is beugrott a Concertgebouw zenekara hangversenyein kisegíteni, első alkalommal Cherubini Requiemjét dirigálta. Közreműködése ekkor nemzetközi figyelmet is felkeltett. 1961-ben vezető karmesterré nevezték ki, először Eugen Jochum mellett, majd 1963-ban egyedüli vezető karmesterré. 1988-ig tartotta a posztot, majd később, 1999-től tiszteletbeli karmesterré nevezték ki. 1967 és 1979 között a Londoni Filharmonikus Zenekar vezető karmestere volt. A Glyndebourne-i Operafesztiválon 1972-ben mutatkozott be, a műfajjal kapcsolatos kezdeti félelmei ellenére, Mozart Szöktetés a szerájból című operáját vezényelte. 1978-tól tíz évig volt a fesztivál zeneigazgatója. 
A londoni Covent Gardenben  1977-ben mutatkozott be a Don Giovannival, és ezután is fenntartotta a kapcsolatát az intézménnyel. Kétszer is felkérték a zeneigazgatói posztra, amit végül 1987-ban fogadott el, és 2002-ig maradt a helyén, hat évvel tovább, mint amire eredetileg gondolt. 1995-től az Egyesült Államokban, a Bostoni Szimfonikus Zenekar vezető vendégkarmestere volt 2004-ig, emellett oktatott a Tanglewood Music Centerben. Németországban a drezdai Staatskapelle vezető karmesteri pozícióját töltötte be 2002-től 2004-ig. 2006-ban, Daniel Barenboim után, Pierre Boulezzel együtt átvette a Chicagói Szimfonikus Zenekar irányítását.
2019. szeptember 3-án Londonban lépett fel a Bécsi Filharmonikusokkal a BBC Proms-on (Gustav Mahler 3. szimfóniáját vezényelte), ami azért különleges, mert 1966 óta ez volt a 90. Proms-fellépése. Ezután jelentette be visszavonulását. „Minden karmesternek – beleértve engem is – van egy lejárati ideje”. Máshol: „90 éves vagyok. Nincs kedvem az összes hivatalos búcsúzáshoz, de tény, hogy már nem fogok vezényelni. A búcsú fáj, de megtartom magamnak az érzéseket”.

## Munkássága
Haitink dirigensi stílusára az egyenes, magával ragadó, mégis intellektuálisan mély vezénylés volt a jellemző, aki visszafogott és kontrollált irányítása révén bontotta ki a zene lényegét. Visszafogottsága ellenére mélyen azonosult a vezényelt művekkel, és képes volt erőteljes és szenvedélyes előadásokat nyújtani.
Karmesterként mindig szűkszavú volt – kifelé is és a zenekar felé is. Szerinte a szavak a próbák során nem túl lényegesek. „Mindenféle hülyeséget mondhatsz, de a kezeddel, az arcoddal, a zenei személyiségeddel való zenélés a fontos. Soha nem voltam nagy beszélő, amit a zenekarok mindig értékeltek”. A Londoni Filharmonikus Zenekar elnöke így nyilatkozott róla,: „Ő az ideális zenekari karmester. Megérti a zenekar mentalitását … és pszichológiailag és érzelmileg is rá van hangolódva arra, hogy egy játékos hogyan gondolkodik.” A Concertgebouw egyik zenekari tagja szerint Haitink soha nem volt megszállottja az abszolút hangszeres tökéletességnek, sokkal inkább „a hangok mögötti érték és a kompozíció lényege” érdekelte.
Pályafutása során kétszer is lemondott vezető karmesteri posztjáról (a Concertgebouw-ban és a Covent Gardenben), mindkétszer a zenekart érintő anyagi megszorítások, sőt megszűnés veszélye miatt, és határozottan kiállt a zenekarok mellett. Nincs sok értelme zenei igazgatónak lenni, ha nincs zene – mondta. Lemondását mindkét esetben visszavonták, az anyagi gondok pedig rendeződtek.
Sok éven át ellentmondásos volt volt a kapcsolata a holland zenei intézményekkel és a sajtóval. Azt mondta erről: a kapcsolat Hollandiával „rendben van, bár már nem élek ott. Amíg Londonban dolgozom, Londonban fogok élni, … és nem hiszem, hogy visszamennék Hollandiába”.
Munkásságát számos kitüntetéssel ismerték el, többek között: Művészetek és Irodalom Érdemrendje (Franciaország, 1972), a Brit Birodalom Rendje 1977, Koronarend (Belgium) (1977), a Holland Oroszlánrend parancsnoka (2017).

## Magánélete
Négyszer nősült. Első, Marjolein Snijderrrel 1956-ban kötött házasságából öt gyermeke született (három lány és két fiú). A házasság az 1970-es évek végén felbomlott, majd két, viszonylag rövid életű házasság következett a Concertgebouw egy csellistájával, majd egy hegedűsével. Negyedik felesége Patricia Bloomfield, a Royal Opera House zenekarának brácsása volt. 1998-ban sürgősségi szívműtéten esett át, ezután megszabadult minden nyomástól; „A műtét után valami aranykor volt” – nyilatkozta. Volt egy háza Hollandiában, a tengerparton, egy háza Délnyugat-Franciaországban és egy otthona Svájcban, de londoni működése kezdetétől Nyugat-Londonban élt.

## Felvételei
Hangfelvételeken hatalmas életművet hagyott hátra: felvételeinek száma meghaladja a 450-et. Diszkográfiája több jelentős ciklust is tartalmaz, például a Philips számára készült teljes Beethoven-, Mendelssohn-, Schumann-, Brahms-, Csajkovszkij-, Bruckner- és Mahler-szimfóniák, a Decca összes Sosztakovics-szimfóniája, az EMI teljes Elgar- és Vaughan Williams-szimfóniái. Felvételeinek súlypontját a 19. századi romantikus repertoár adja, de visszanyúlt Mozartig, és vezényelte a 20. század jelentős szerzőinek műveit is. A kritika a legkiemelkedőbbnek Wagner és Bruckner hatalmas műveinek előadását tartja.
Az alábbiak válogatást adnak felvételeiből a Discogs és az AllMusic nyilvántartása alapján.
| Megjelenés | Tartalom | Közreműködők | Kiadó                              |
| ---------- | --- | --- | ---------------------------------- |
| 1960       | Dvořák: Symphony Nr.2 in D minor, Op. 70; Slavonic Dances Op. 46 nos. 1, 3, 7 and 8 | The Concertgebouw Orchestra | Philips                            |
| 1961       | Bartók: Concerto for Orchestra; Dance Suite | The Concertgebouw Orchestra | Philips                            |
| 1963       | Bruckner: Symphony Nr. 3 in D minor | The Concertgebouw Orchestra | Philips                            |
| 1964       | Beethoven: Piano Concerto No. 1 in C, Op.15 | Claudio Arrau, Concertgebouw-Orchestra | Philips                            |
| 1968       | Liszt: Les Préludes; Orpheus; Tasso | London Philharmonic Orchestra | Philips                            |
| 1970       | Holst: The Planets | London Philharmonic Orchestra | Philips                            |
| 1972       | Liszt: Complete Symphonic Poems | London Philharmonic Orchestra | Philips                            |
| 1975       | Brahms: Sinfonie Nr.2; Variationen über Ein Thema von Haydn Op. 56a | Concertgebouw-Orchestra | Philips                            |
| 1978       | Shostakovic: Symphony No. 15 | London Philharmonic Orchestra | Decca                              |
| 1980       | Ludwig van Beethoven: Symphony No. 9 | Janet Price, Brigit Finnila, Horst Laubenthal, Marius Rintzler, Concertgebouw Orchestra, Chorus of the Concertgebouw Orchestra                                                  | Philips                            |
| 1983       | Richard Strauss: Death and Transfiguration; Till Eulenspiegel; Don Juan | Concertgebouw-Orchestra | Philips                            |
| 1985       | Wagner: Tannhäuser | Bernd Weikl, Walton Grönroos, Kurt Moll, Rainer Scholze, Symphonie-Orchester des Bayerischen Rundfunks                                                                          | EMI                                |
| 1989       | Vaughan Williams: A Sea Symphony | Felicity Lott, Jonathan Summers, The London Philharmonic, London Philharmonic Choir                                                                                             | EMI                                |
| 1991       | Wagner: Siegfried | Siegfried Jerusalem, Marton Éva, James Morris, Kiri Te Kanawa, Theo Adam, Bavarian Symphony Orchestra                                                                           | EMI                                |
| 1994       | Brahms: Symphony No. 3; Alto Rhapsody | Jard Van Nes, Boston Symphony Orchestra | Philips                            |
| 1998       | Ravel: Ma Mère L'Oye, Rhapsodie Espagnole, Menuet Antique, La Valse | Boston Symphony Orchestra | Philips                            |
| 2001       | Debussy: Pelléas et Mélisande | Anne Sofie von Otter, Wolfgang Holzmair, Laurent Naouri, Orchestre National de France                                                                                           | Naïve                              |
| 2002       | Janáček: Jenůfa | Karita Mattila, Anja Silja, Jorma Silvasti, Jerry Hadley, Eva Randová, Chorus and Orchestra of the Royal Opera House, Covent Garden                                             | Erato                              |
| 2005       | Bruckner: Symphony No. 8 | Royal Concertgebouw Orchestra | RCO Live                           |
| 2007       | Mahler: Symphony No. 3 | Michelle DeYoung, Chicago Symphony Orchestra | CSO Resound                        |
| 2010       | Bruckner: Symphonie Nr. 5 B-dur | Symphonie-Orchester des Bayerischen Rundfunks | BR-Klassik                         |
| 2012       | Brahms: Piano Concerto No. 2; "Paganini" Variations | Claudio Arrau, Royal Concertgebouw Orchestra | Decca                              |
| 2014       | Joseph Haydn: Die Schöpfung | Camilla Tilling, Mark Padmore, Hanno Müller-Brachmann, Chor und Symphonieorchester des Bayerischen Rundfunks                                                                    | BR-Klassik                         |
| 2015       | Beethoven: Piano Concerto No. 2; Triple Concerto | Maria João Pires, Gordan Nikolitch, Tim Hugh, Lars Vogt, London Symphony Orchestra                                                                                              | LSO Live                           |
| 2018       | Beethoven: Mass in C, Ode to Joy | Colin Davis, Sally Matthews, Sara Mingardo, John Mark Ainsley, Alastair Miles, Twyla Robinson, Karen Cargill, John MacMaster, Gerald Finley, London Symphony Chorus & Orchestra | Alto                               |
| 2019       | Toru Takemitsu: November Steps No.1 for Orchestra with Shakuhachi and Biwa; Olivier Messiaen: Et Expecto Resurrectionem Mortuorum, for Wind Orchestra and Metallic Percussion; Bartók: Music for Strings, Percussion and Celesta | Katsuya Yokoyama, Kinshi Tsuruta, Royal Concertgebouw Orchestra | Decca                              |
| 2020       | Bruckner: Symphonie Nr. 7 | Berlin Philharmonic Orchestra | Alto                               |
| 2021       | Mahler: Symphony No. 9 | Berliner Philharmoniker | Berlin Phil Media GmbH             |
| 2022       | Anton Bruckner: Symphony No. 5 | Berliner Philharmoniker | Berliner Philharmoniker Recordings |